# Modletice
Modletice est une commune du district de Prague-Est, dans la région de Bohême-Centrale, en République tchèque. Sa population s'élevait à 582 habitants en 2020.

## Géographie
Modletice se trouve à 5 km au sud-ouest de Říčany et à 18 km au sud-est de Prague.
La commune est limitée par Dobřejovice et Nupaky au nord, par Říčany à l'est, par Popovičky au sud et par Herink à l'ouest.

## Histoire
La première mention écrite de la localité date de 1336.

## Transports
Par la route, Modletice se trouve à 6,5 km de Říčany et à 25 km du centre de Prague.